# Cambra Oficial de Comerç, Indústria, Serveis i Navegació de Mallorca
La Cambra Oficial de Comerç, Indústria, Serveis i Navegació de Mallorca és una entitat creada a Palma l'any 1886 per agrupar els naviliers, comerciants, industrials i capitans de vaixells. És una corporació de dret públic que entre els seus objectius hi constaven la defensa dels interessos econòmics illencs davant l'administració, la proposta de reformes legals i el foment dels ensenyaments tècnics.

## Història
Entre 1896 i 1899 va publicar el Boletín Comercial. A partir de 1898 la seva activitat s'intensificà. El 1899 començà la publicació del Boletín de la Cámara Oficial de Comercio, Industria y Navegación de Palma de Mallorca, que es mantingué fins a l'any 1976.
Impulsà l'Escola Superior de Comerç de Palma (1907). A partir de 1911 publicà les seves memòries comercials anuals. Va promoure l'Escola Especial de Nàutica (1920-1924) i l'Escola de Nàutica de Palma (1925-1943) que gestionà directament a partir de 1944. El 1924 s'obrí la delegació d'Eivissa i el 1989 la de Formentera. Durant la Segona República promogué l'Avantprojecte d'Estatut d'Autonomia de les Illes Balears de 1931.
A partir de 1957 recuperà la seva activitat, intervenint en el trasllat de l'aeroport des de Son Bonet a Son Sant Joan (1959) i en la creació del Patronat Econòmic d'Estudis Universitaris. El 1975 creà la Cambra de Compensació Bancària i el 1986 el Centre de Formació Empresarial. Des de 1989 publica Información empresarial. Revista de economía y empresa.
En l'actualitat declara que la seva finalitat és promoure elfoment econòmic i empresarial a través de l'anàlisi i la prestació de serveis específics a les empreses, d'acord amb les funcions púbico.administratives assignades per la llei. És una corporació gestionada per les mateixes empreses, configurada com un òrgan consultiu i de col·laboració amb les administracions públiques.